# Saint-Pierre-des-Champs
Saint-Pierre-des-Champs è un comune francese di 178 abitanti situato nel dipartimento dell'Aude nella regione dell'Occitania.

## Società

### Evoluzione demografica
Abitanti censiti